# Заречье (Бежецкий район)
Заречье — деревня в Борковском сельском поселении Бежецкого района Тверской области России.

## География
Расположена по обеим берегам реки Уйвешь, граничит на севере с деревней Дуброво, с которой связана просёлочной дорогой.

## Население
| 2008 | 2010 |
| ---- | ---- |
| 4    | ↘1   |